# Departamento Federal del Medio Ambiente, Transportes, Energía y Comunicación
El Departamento Federal del Medio Ambiente, Transportes, Energía y comunicación - DATEC (en alemán Eidgenössisches Departement für Umwelt, Verkehr, Energie und Kommunikation - UVEK, en francés Département fédéral de l'environnement, des transports, de l'énergie et de la communication - DETEC, en italiano Dipartimento federale dell'ambiente, dei trasporti, dell'energia e delle comunicazioni - DATEC) es uno de los siete departamentos o ministerios del Consejo Federal de Suiza.
Actualmente el departamento está a cargo del consejero federal Albert Rösti. El secretario general y jefe de personal desde el 1 de enero de 2011 es Walther Thurnherr.

## Cambios en su denominación
Según el cambio en el proceso técnico, el departamento ha cambiado de nombre varias veces:
- 1848-1859: Departamento de Correos y Construcciones (u obras públicas)
- 1860-1872: Departamento de Correos
- 1873-1878: Departamento de Correos y Telégrafos
- 1879-1962: Departamento de Correos y Ferrocarriles
- 1963-1978: Departamento de Transportes, Comunicaciones y Energía
- 1979-1997: Departamento Federal de Transportes, Comunicaciones y Energía
- Desde 1998: Departamento Federal del Medio Ambiente, Transportes, Energía y Comunicación (DATEC)

## Dependencias
- Secretariado General con el Secretario General Walter Thurnherr:
  - Autoridad Independiente de Quejas en Materia Radiotelevisiva (UBI)
  - Autoridad de Regulación Postal (PostReg)
  - Oficina de Investigación de Accidentes Aeronáuticos (BFU)
  - Comisión de Arbitraje en Materia Ferroviaria (UUS/CACF)
  - Inspectorado federal de Seguridad Nuclear (ENSI/DSN)

Las oficinas dependientes del DATEC son:
- Oficina Federal de Energía (OFEN), director: Walter Steinmann
- Oficina Federal del Medio Ambiente (OFAM), director: Bruno Oberle
- Oficina Federal de Transportes (UFT), director: Peter Füglistaler
- Oficina Federal de Comunicaciones (OFCOM), director: Philipp Metzger
  - Comisión Federal de Comunicaciones (ComCom)
- Oficina Federal de Aviación Civil (OFAC), director: Peter Müller
- Oficina Federal de Carreteras (OSTRA), director: Rudolf Dieterle
- Oficina Federal de Desarrollo Territorial (ARE), directora: Maria Lezzi

## Consejeros federales jefes del departamento
| - 1848–1852: Wilhelm Matthias Naeff - 1853–1854: Josef Munzinger - 1855–1866: Wilhelm Matthias Naeff - 1867: Jakob Dubs - 1868: Jean-Jacques Challet-Venel - 1869: Jakob Dubs - 1870–1872: Jean-Jacques Challet-Venel - 1873–1875: Eugène Borel - 1876: Joachim Heer - 1877–1879: Emil Welti - 1880–1881: Simeon Bavier - 1882–1883: Emil Welti | - 1884: Adolf Deucher - 1885–1891: Emil Welti - 1892–1901: Josef Zemp - 1902: Robert Comtesse - 1903–1907: Josef Zemp - 1908–1911: Ludwig Forrer - 1912: Robert Comtesse - 1912: Louis Perrier - 1911–1917: Ludwig Forrer - 1918–1929: Robert Haab - 1930–1940: Marcel Pilet-Golaz - 1940–1950: Enrico Celio | - 1950–1954: Josef Escher - 1955–1959: Giuseppe Lepori - 1960–1965: Willy Spühler - 1966–1968: Rudolf Gnägi - 1968–1973: Roger Bonvin - 1974–1979: Willy Ritschard - 1980–1987: Leon Schlumpf - 1988–1995: Adolf Ogi - 1995–2010: Moritz Leuenberger - 2010-2019: Doris Leuthard - 2019-2022: Simonetta Sommaruga - desde 2023: Albert Rösti |